# Platycnemis foliacea
Platycnemis foliacea är en trollsländeart. Platycnemis foliacea ingår i släktet Platycnemis och familjen flodflicksländor.

## Underarter
Arten delas in i följande underarter:
- P. f. foliacea
- P. f. sasakii

## Bildgalleri

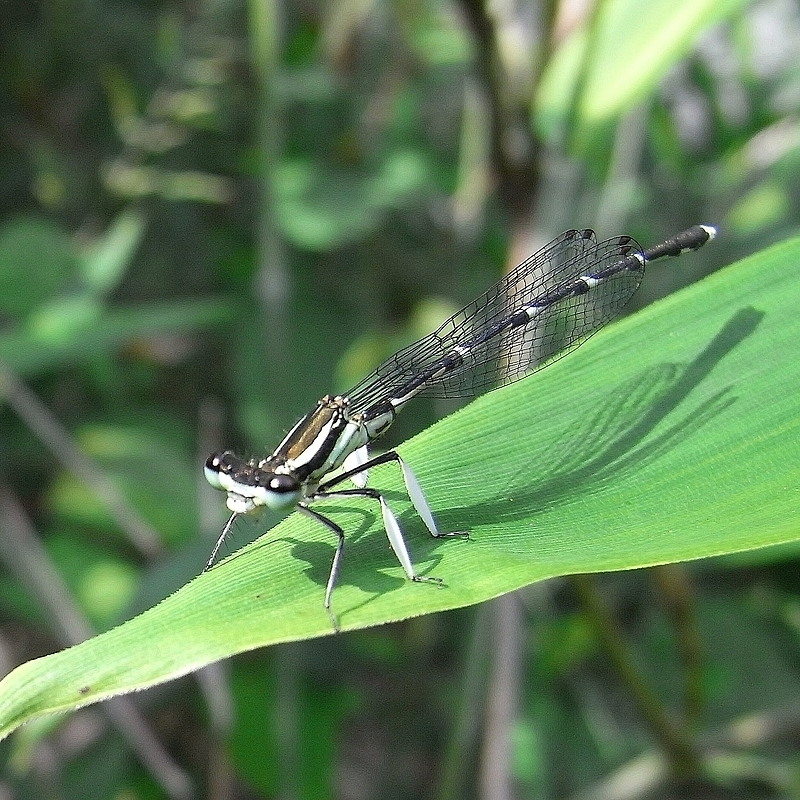